# Laurens Huys
Laurens Huys (* 24. září 1998) je belgický profesionální silniční cyklista jezdící za UCI WorldTeam Arkéa–B&B Hotels.

## Hlavní výsledky
2015
2. místo Tour du Pays d'Olliergues
7. místo La Philippe Gilbert Juniors
8. místo Trofee van Vlaanderen Juniors
2016
vítěz Course de Côte Herbeumont Juniors
Rhône Alpes-Valromey Tour
4. místo celkově
6. místo Angreau–Honelles
10. místo Grand Prix Bob Jungels
10. místo GP Ernest Beco
2017
Okolo jižních Čech
vítěz 1. etapy (TTT)
Tour de Namur
7. místo celkově
Triptyque Ardennais
8. místo celkově
2018
vítěz GP Alfred Gadenne
Tour de Namur
9. místo celkově
Okolo jižních Čech
10. místo celkově
vítěz 1. etapy (TTT)
2019
vítěz Hel van Voerendaal
Tour de Namur
vítěz 5. etapy
Vuelta a Navarra
6. místo celkově
8. místo Omloop Het Nieuwsblad Espoirs
9. místo Wielertrofee Jong Maar Moedig
10. místo Brusel–Opwijk
2020
Tour de Hongrie
8. místo celkově
2021
Alpes Isère Tour
5. místo celkově
Tour de Hongrie
6. místo celkově
Circuit des Ardennes
8. místo celkově
2022
Kolem Norska
7. místo celkově
2023
Tour du Limousin
10. místo celkově

### Výsledky na Grand Tours
| Grand Tour      | 2023 |
| --------------- | ---- |
| Giro d'Italia   | 27   |
| Tour de France  | —    |
| Vuelta a España | —    |

| —   | Nezúčastnil se |
| DNF | Nedokončil     |